# Chassigny
Chassigny är en kommun i departementet Haute-Marne i regionen Grand Est (tidigare regionen Champagne-Ardenne) i nordöstra Frankrike. Kommunen ligger i kantonen Prauthoy som tillhör arrondissementet Langres. År 2022 hade Chassigny 246 invånare.
I Chassigny hittades 1815 marsmeteoriten EETA79001.

## Befolkningsutveckling
Antalet invånare i kommunen Chassigny
| Referens: INSEE |